# 国際連合安全保障理事会決議1985
国際連合安全保障理事会決議1985（こくさいれんごうあんぜんほしょうりじかいけつぎ1985、英: United Nations Security Council Resolution 1985）は、2011年6月10日に国際連合安全保障理事会で採択された朝鮮民主主義人民共和国（北朝鮮）に関する決議。略称はUNSCR1985。

## 概要
2009年5月に行われた地下核実験後に課された北朝鮮に対し、新たに強化された制裁体制の監視が、2012年6月12日まで延長されることが決定された。中国は、北朝鮮がこれまでの制裁に違反したとして非難した。